# Xenolekt
Mit Xenolekt (griechisch ξένος (xénos) für „fremd“ und -λεκτος (-lektos), welches von λέγω (légō) „sprechen“ stammt) oder Foreigner Talk bezeichnet man die Art und Weise, wie Sprecher einer bestimmten Zielsprache mit Personen kommunizieren, von denen sie annehmen oder wissen, dass sie die Zielsprache nicht oder nur schlecht beherrschen (pejorativ als Radebrechen oder „gebrochenes Deutsch“ bezeichnet). Sie versuchen oft ihr Sprachverhalten so zu verändern, dass sie für die Adressaten verständlich werden. Dabei wechseln die Sprecher zwischen zielsprachigen Äußerungen und verschiedenen Reduktionsniveaus („Ausländerregister“).

## Variationen
Grundsätzlich werden vier verschiedene Äußerungsstufen differenziert:
- Die a-Äußerungen sind Äußerungen ohne jegliche Veränderungen. Sie entsprechen der individuellen dialektalen oder umgangssprachlichen Äußerungsnorm.
- Die b-Äußerungen stehen für phonetische Annäherungen an die hochsprachige Form mit verschiedenen Hyperkorrekturen, Redundanzen und überdeutlichen Trennungsmarkierungen durch Pausen. Es handelt sich um grammatisch völlig korrekte Aussagen, die aber für den bestimmten Sprecher ungewöhnlich sind.
- Die c-Äußerungen umfassen einzelne grammatische Vereinfachungen, die aber keinesfalls einer kategorialen Art sind (z. B. der bestimmte Artikel: in einer Äußerung kann einmal der bestimmte Artikel fehlen, aber die Kategorie des Artikels wird nicht komplett ausgelassen und so taucht der Artikel an anderen Stellen immer wieder auf).
- Die d-Äußerungen werden nur von den entsprechenden pragmatischen Erfordernissen der Kommunikation gesteuert. Die gesamte Flexion und die meisten Funktionswörter fallen aus. Eine d-Äußerung erfordert demnach eine bestimmte funktionale syntaktische Thema-Rhema-Strukturierung, für die nur die mitteilungsrelevanten Einheiten verwendet werden.

Die Variation ist einerseits von vielen intra- und interpersonal einheitlichen Veränderungsstrategien bestimmt und andererseits ist sie pragmatisch determiniert. Der Xenolekt-Sprecher richtet sich in erster Linie nach seiner subjektiven Bewertung sprachlicher Fertigkeiten und der außersprachlichen Erscheinung des Adressaten, was sehr oft von stereotypen Vorannahmen beeinflusst wird. Ein weiterer wichtiger Aspekt ist die Bewertung des Mitteilungsgehalts und der inhaltlichen und thematischen Relevanz der Mitteilung für den Adressaten. Je höher die inhaltliche Relevanz einer Mitteilung für das Verstehen des Adressaten bewertet wird, desto stärker sind die Veränderungen. Das heißt, die Informanten verfolgen eine themenbezogene und adressatengerichtete Veränderungsstrategie. Äußerungen, die andere Ziele zum Ausdruck bringen sollen, wie Verständnissicherungen, Kommentare, Evaluationen, Bestätigungen usw. werden dagegen wenig verändert.
Die Adäquatheit der gewählten sprachlichen Veränderungen wird dann während einer Interaktion an den kommunikativen Bedürfnissen des Adressaten überprüft, so dass gegebenenfalls Verstärkungen oder Entspannungen vorgenommen werden können.

## Veränderungen in der xenolektalen Kommunikation
Die Form xenolektaler Äußerungen ist sehr von der Bezugssprache abhängig. Trotzdem lassen sich einige sprachübergreifende Charakteristika zusammenfassen:

### Phonologische Merkmale
- Die Verlangsamung der Sprechgeschwindigkeit und die Gewichtung der Pausenstrukturierung
- Mehr Betonung für die Hervorhebung wichtiger Elemente
- Die übertriebene Intonation
- Die deutliche Artikulation
- Das lautere Sprechen
- Mehr Vollformen als Zusammenziehungen

### Morphologische und syntaktische Merkmale
- Kurze Äußerungen (mit wenigen Wörtern)
- Mehr Regularitäten; die kanonische Wortstellung von Aktor, Aktion (Verb) und Objekt; weniger Inversion
- Die Koordinierung wird gegenüber der Subordinierung bevorzugt
- Die Zurückhaltung der optionalen Konstituenten
- Mehr Fragen; Präferenz der Entscheidungsfragen vor den Ergänzungsfragen; Fragen werden nur durch die Intonation gekennzeichnet
- Verben meistens in der Präsens-Form
- Auslassung von Endungen und Wörtern

### Semantische und lexikalische Merkmale
- Limitiertes Lexikon
- Ein niedriges type-token-Verhältnis
- Mehr Inhaltswörter als Funktionswörter
- Größere Häufigkeit der Nomen und Verben
- Mehr Kopula-Formulierungen im Verhältnis zu Vollverben
- Viele Umschreibungen und Wiederholungen
- Wenig idiomatische Ausdrücke
- Die Dominanz der deiktischen Elemente

### Kontextmerkmale
- Beschränkung der Themenauswahl
- Bevorzugung von wichtigen Themen und Hier-und-Jetzt-Themen
- Kurze Betrachtung der Themen; kleine Menge von Informationen für ein Thema

### Merkmale der Interaktion
- Klare Hervorhebung eines neuen Themas
- Vorwiegend Fragen-Antwort-Handlungsmuster
- Viele Verständnissicherungen und -rückmeldungen
- Mehr Wiederholungen, Erklärungen, Ergänzungen, Gesten und Mimik

## Xenolekte im Zweitspracherwerb und Prozesse der Fossilisierung
Der Einfluss der Xenolekte auf die Fossilisierungsprozesse beim ungesteuerten Spracherwerb ist eine der zentralen Fragen der Zweitspracherwerbsforschung. Zu diesem Thema bringt die Zweitspracherwerbsforschung reichliche Hypothesen für und gegen die Xenolekte hervor, jedoch ungenügend empirische Daten. Einige Theorien geben den Xenolekten Schuld an der Fossilisierung, andere preisen die Xenolekte als Input, der sich immer genau an das Niveau des Lerners anpasst. Das Wechselspiel zwischen veränderter Eingabe und jeweiliger Zweitspracherwerbsstufe muss zuerst über einen längeren Zeitraum beobachtet werden, um festzustellen, wie sich die xenolektalen Eingaben mit zunehmendem Spracherwerb verändern und wie die Erwerbsprogression von den Xenolekten geleitet wird.
Aufgrund bisheriger Ergebnisse lässt sich schließen, dass die Xenolekte ein Versuch sind, in einer sprachlich ungleichen Kommunikationssituation das Gelingen der Kommunikation sicherzustellen. In vielen Aspekten sind sie mit dem „code switching“ in der bilingualen Kommunikation vergleichbar und sie sind auch als Bestandteil der interkulturellen Kommunikation zu untersuchen. Durch die Bewertung der Erfordernisse des Adressaten durch die Informanten gelingen gewisse Anpassungen an die Varietät des Adressaten und so bildet sich natürlich ein verständlicher Input, den der Adressat tatsächlich verarbeiten kann. Erheblich wichtiger scheint  aber die direkte Konfrontation des Adressaten mit den zielsprachigen Äußerungsstrukturen. Das heißt, die Lerner sind also nicht nur über Fernsehen und Radio oder über die Beteiligung an Gesprächen Dritter mit zielgerechten Varietäten konfrontiert, sie beteiligen sich selbst aktiv an der direkten Aushandlung mit den Muttersprachlern, vgl. Handlungsorientierung (Fremdsprachenunterricht). Die Ansicht, die simplifizierten Xenolekte seien die eigentliche Ursache für das Fossilieren des Erwerbsprozesses, muss also in dieser starken Form zurückgewiesen werden.

### Xenolekt
- Peter Auer: Code-switching in Conversation. Language, Interaction and Identity. Routledge, London 1998, ISBN 0-415-15831-1.
- Peter Auer, Aldo di Luzio (Hrsg.): Variation and convergence. Studies in social dialectology. (Soziolinguistik und Sprachkontakt, 4). 1. Auflage. De Gruyter, Berlin 1988, ISBN 3-11-011045-8.
- Manfred Bierwisch: Universal Grammar and the Basic Variety In: Second Language Research . 13, Nr. 4, 1997, ISSN 0267-6583, S. 348–366. (PDF; 0,1 MB)
- Bernard Comrie: Universal Grammar and the Basic Variety In: Second Language Research . 13, Nr. 4, 1997, ISSN 0267-6583, S. 367–73. (PDF; 0,06 MB)
- Wolfgang Klein, Clive Perdue: Basic Variety (or: Couldn’t natural languages be much simpler?) In: Second Language Research. 13, Nr. 4, 1997, ISSN 0267-6583, S. 301–347. (PDF; 0,17 MB)
- Jörg Roche: Xenolekte. Struktur und Variation im Deutsch gegenüber Ausländern. De Gruyter, Berlin / New York 1989, ISBN 3-11-011819-X.
- Jörg Roche: Variation in Xenolects (Foreigner Talk). In: Ulrich Ammon (Hrsg.): Variationslinguistik/ Linguistics of Variation/La linguistique variationelle. (Soziolinguistica, 12). De Gruyter, Berlin 1999, ISBN 3-484-60417-4, S. 117–139.

### Foreigner Talk
- Charles A. Ferguson: „Absence of Copula and the Notion of Simplicity: A Study of Normal Speech, Baby Talk, Foreigner Talk and Pidgins“. Paper given at the Conference on Pidginization and Creolization of Languages, Kingston, Jamaica, April 1968, PDF
- Charles A. Ferguson: „Toward a Characterization of English Foreigner Talk“. In: Anthropological Linguistics 17:1 (1975), S. 1–14, Digitalisat
- Charles E. de Bose / Charles A. Ferguson: „Simplified Registers, broken language and pidginization“. In: Valdmann, Albert (Hg): Pidgin and creole linguistics, Bloomington 1977, S. 99–125. Online
- Charles A. Ferguson: „Simplified Registers, Broken Language and Gastarbeiterdeutsch“. In: Molony et al. (Hg.) Deutsch im Kontakt mit anderen Sprachen. Kronberg: Scriptor 1977, S. 25–39.
- Volker Hinnenkamp: Foreigner Talk und Tarzanisch: Eine vergleichende Studie über die Sprechweise gegenüber Ausländern am Beispiel des Deutschen und des Türkischen. Hamburg 1982: Helmut Buske Verlag.
- Tamás Fáy: Sekundäre Formen des Foreigner Talk im Deutschen aus übersetzungswissenschaftlicher Sicht. Narr Francke Attempto Verlag, 2012, ISBN 978-3-8233-7714-6.